# Arsenal F.C. sæson 2003-04
2003–04 sæsonen er Arsenals 12. sæson i Premier League og deres 74. sammenhængende sæson i den bedste engelsk fodboldrække. På bemærkelsesværdig vis formåede holdet at gå igennem sæsonen ubesejret og vinde det engelske mesterskab. Arsenal blev derved det første mesterhold til at gå ubesejret igennem sæsonen siden Preston North End i 1889. Maneger Arsène Wenger havde forudsagt i 2002, at hans trup var god nok til at gå ubesejret igennem hele sæsonen.
Selvom holdet ikke opnåede den samme succes i de andre turneringer i sæsonen, hvor holdet blev elimineret i Champions League-kvartfinalen af Chelsea og nåede til FA Cup og Carling Cup semifinalerne, blev succes i ligaen alligevel betragtet af mange kommentatorer, som en historisk præstation.
Arsenal mest betydningsfulde indkøb i sommeren 2004 var den tidligere Borussia Dortmund målmand Jens Lehmann i en handel til £ 1.5 millioner pund. Men klubben fornyede også kontrakterne med anføren Patrick Vieira og kantspiller Robert Pires.

## Spillerne

### Trup information
| nr. | Position | Navn         | Nationalitet          | Alder | EU  | Siden | Kampe | Mål | Kontrakt udløb | Transfer  |
| --- | -------- | ------------ | --------------------- | ----- | --- | ----- | ----- | --- | -------------- | --------- |
| 1   | Målmand  | Lehmann      | Tyskland              | 34    | ja  | 2003  | 54    | 0   | 2007           | £1.5M     |
| 12  | Back     | Lauren       | Cameroun              | 27    | ja  | 2000  | 153   | 5   | 2005           | £7.2M     |
| 23  | forsvar  | Campbell     | England               | 29    | ja  | 2001  | 145   | 6   | 2006           | Fri       |
| 28  | Back     | Touré        | Elfenbenskysten       | 23    | nej | 2001  | 145   | 6   | 2009           | £0.25M    |
| 3   | Back     | Cole         | England               | 23    | Ja  | 2000  | 140   | 7   | 2005           | Ungdom    |
| 8   | Back     | Ljungberg    | Sverige               | 27    | Ja  | 1998  | 227   | 54  | 2006           | £3M       |
| 4   | Back     | Vieira       | Frankrig              | 27    | Ja  | 1996  | 381   | 29  | 2007           | £3.5M     |
| 19  | Midtbane | Gilberto     | Brasilien             | 27    | Nej | 2002  | 96    | 7   | 2006           | £4.5M     |
| 7   | Midtbane | Pires        | Frankrig              | 30    | Ja  | 2000  | 188   | 58  | 2007           | £6M       |
| 10  | Angriber | Bergkamp     | Holland               | 35    | Ja  | 1995  | 331   | 109 | 2005           | £7,5M     |
| 14  | Angriber | Henry        | Frankrig              | 26    | Ja  | 1999  | 256   | 151 | 2007           | £10.5M    |
| 17  | Midtbane | Edu          | Brasilien             | 26    | Nej | 2001  | 62    | 13  | 2004           | £6M       |
| 15  | Midtbane | Parlour      | England               | 31    | Ja  | 1989  | 466   | 32  | 2006           | Ungdom    |
| 18  | Midtbane | Cygan        | Frankrig              | 30    | Ja  | 2002  | 51    | 1   | 2006           | £2M       |
| 11  | Midtbane | Wiltord      | Frankrig              | 30    | Ja  | 2000  | 106   | 34  | 2004           | £13.3M    |
| 22  | Midtbane | Clichy       | Frankrig              | 18    | Ja  | 2003  | 14    |     | 2011           | £0.25M    |
| 9   | Midtbane | Reyes        | Spanien               | 20    | Ja  | 2004  | 12    | 5   | 2007           | £10.5M    |
| 25  | Midtbane | Kanu         | Nigeria               | 27    | Nej | 1999  | 196   | 44  | 2004           | £4.2M     |
| 5   | Midtbane | Keown        | England               | 37    | Ja  | 1993  | 449   | 8   | 2004           | £2M       |
| 30  | Midtbane | Aliadière    | Frankrig · Algeriet   | 21    | Ja  | 1999  | 7     | 5   | 2007           | Ungdom    |
| 39  | Midtbane | Bentley      | England               | 19    | Ja  | 2001  | 9     | 1   | uafklaret      | Ungdom    |
| 33  | Midtbane | Stack        | Irland                | 22    | Ja  | 1998  | 5     | 1   | uafklaret      | Ungdom    |
| 27  | Midtbane | Tavlaridis   | Grækenland            | 24    | Ja  | 2001  | 3     | 0   | uafklaret      | uafklaret |
| 45  | Midtbane | Hoyte        | Trinidad og Tobago    | 19    | Ja  | 2002  | 3     | 0   | uafklaret      | Ungdom    |
| 57  | Midtbane | Fàbregas     | Spanien               | 17    | Ja  | 2003  | 3     | 1   | 2011           | fri       |
| 53  | Midtbane | Thomas       | England               | 21    | Ja  | 2001  | 3     | 0   | uafklaret      | Ungdom    |
| 54  | Midtbane | Owusu-Abeyie | Ghana · Holland       | 18    | Nej | 2003  | 3     | 0   | uafklaret      | Ungdom    |
| 51  | Midtbane | Simek        | USA                   | 19    | Nej | 2003  | 1     | 0   | uafklaret      | Ungdom    |
| 16  | Midtbane | Gio          | Holland               | 29    | Ja  | 2001  | 41    | 1   | 2004           | £8,5      |
| 9   | Midtbane | Jeffers      | England               | 23    | Ja  | 2001  | 30    | 4   | uafklaret      | £9M       |
| 55  | Midtbane | Skúlason     | Island                | 21    | Nej | 2001  | 1     | 0   | uafklaret      | Ungdom    |
| 32  | Midtbane | Papadopulos  | Tjekkiet · Grækenland | 19    | Ja  | 2003  | 1     | 0   | uafklaret      | Lån       |
| 52  | Midtbane | Spicer       | England               | -1973 | Ja  | 2001  | 1     | 0   | uafklaret      | Ungdom    |
| 56  | Midtbane | Smith        | England               | 17    | Ja  | 2001  | 0     | 0   | uafklaret      | Ungdom    |
| 20  | Midtbane | Senderos     | Schweiz               | 21    | Ja  | 2002  | 0     | 0   | uafklaret      | £2.5M     |

## Transfers

### Ind

#### Førstehold
| Dato            | Pos.     | Navn               | Fra               | Pris   |
| --------------- | -------- | ------------------ | ----------------- | ------ |
| 23. juli 2003   | mm       | Jens Lehmann       | Borussia Dortmund | £1.5M  |
| 4. august 2003  | Forsvar  | Gaël Clichy        | Cannes            | £0.25M |
| 28. januar 2004 | Angriber | José Antonio Reyes | Sevilla           | £10.5M |
| 28. april 2004  | Angriber | Robin van Persie   | Feyenoord         | £3M    |

#### Reserver og akademi
| Dato            | Pos.     | Navn              | Fra            | Pris      |
| --------------- | -------- | ----------------- | -------------- | --------- |
| 1. Juni 2003    | Forsvar  | Philippe Senderos | Servette       | Uafklaret |
| 1. august 2003  | Forsvar  | Johan Djourou     | Étoile Carouge | Fri       |
| 20. august 2003 | Midtbane | Cesc Fàbregas     | Barcelona      | Fri       |

### Ud

#### Førstehold
| Dato          | Pos. | Navn         | Til                     | Pris |
| ------------- | ---- | ------------ | ----------------------- | ---- |
| 4. juni 2003  | mm   | David Seaman | Manchester City         | Fri  |
| 24. juli 2003 | FV   | Oleg Luzhny  | Wolverhampton Wanderers | Fri  |

#### Reserver og Akademi
| Date             | Pos. | Navn             | Til               | Pris    |
| ---------------- | ---- | ---------------- | ----------------- | ------- |
| 30. maj 2003     | ST   | Graham Barrett   | Coventry City     | Fri     |
| 28. Juli 2003    | GK   | Guillaume Warmuz | Borussia Dortmund | Bytte   |
| 20. Januar 2004  | DF   | Moritz Volz      | Fulham            | Ophævet |
| 26. Februar 2004 | ST   | Jermaine Brown   | Boston United     | Fri     |

### Lån ind

#### Førstehold
Tekst mangler, hjælp os med at skrive teksten

#### Reserves og Akademi
| Dato            | Pos. | Navn               | Fra           | Længde       |
| --------------- | ---- | ------------------ | ------------- | ------------ |
| 1. august, 2003 | ST   | Michal Papadopulos | Baník Ostrava | Hele sæsonen |

### Lån ud

#### Førstehold
| Dato              | Pos. | Navn             | Til          | Længde                                  |
| ----------------- | ---- | ---------------- | ------------ | --------------------------------------- |
| 10. august 2003   | DF   | Igors Stepanovs  | Beveren      | Hele sæsonen                            |
| 20. august 2003   | MF   | Jermaine Pennant | Leeds United | To måneders lån, forlænget til maj 2004 |
| 1. september 2003 | ST   | Francis Jeffers  | Everton      | Hele sæsonen                            |

#### Reserver og Akademi
| Dato              | Pos. | Navn            | Til               | Længde               |
| ----------------- | ---- | --------------- | ----------------- | -------------------- |
| 1. august 2003    | DF   | Juan            | Millwall          | 3. måneder           |
| 3. august 2003    | DF   | Sebastian Svärd | Copenhagen        | indtil December 2003 |
| 7. august 2003    | DF   | Moritz Volz     | Fulham            | 6 måneder            |
| 14. oktober 2003  | ST   | Jermaine Brown  | Colchester United | 2 måneder            |
| 29. december 2003 | DF   | Sebastian Svärd | Stoke City        | indtil Maj 2004      |

## Truppen statistik
| Nr. | Navn      | Land            | Position | CS    | CS  | League | League | Cup   | Cup | Europa | Europa | Total | Total |
| Nr. | Navn      | Land            | Position | Kampe | Mål | Kampe  | Mål    | Kampe | Mål | Kampe  | Mål    | Kampe | Mål   |
| --- | --------- | --------------- | -------- | ----- | --- | ------ | ------ | ----- | --- | ------ | ------ | ----- | ----- |
| 28  | Touré     | Elfenbenskysten | FC       | 1     | 0   | 37     | 1      | 7     | 2   | 10     | 0      | 55    | 3     |
| 1   | Lehmann   | Tyskland        | MM       | 1     | 0   | 38     | 0      | 5     | 0   | 10     | 0      | 54    | 0     |
| 14  | Henry     | Frankrig        | An       | 1     | 1   | 37     | 30     | 3     | 3   | 10     | 5      | 51    | 39    |
| 7   | Pires     | Frankrig        | MV       | 1     | 0   | 36     | 14     | 4     | 1   | 10     | 4      | 51    | 19    |
| 23  | Campbell  | England         | FC       | 1     | 0   | 35     | 1      | 5     | 0   | 9      | 0      | 50    | 0     |
| 17  | Edu       | Brasilien       | MC       | 1     |     | 30     | 2      | 9     | 2   | 8      | 3      | 48    | 7     |
| 3   | Cole      | England         | FC       | 1     |     | 32     | 0      | 5     | 0   | 9      | 1      | 47    | 1     |
| 12  | Lauren    | Cameroun        | FH       | 1     | 0   | 32     | 0      | 6     | 0   | 8      | 0      | 47    | 0     |
| 19  | Gilberto  | Brasilien       | MC       | 1     | 0   | 32     | 4      | 4     | 0   | 8      | 1      | 45    | 5     |
| 8   | Ljungberg | Sverige         | MC       | 1     | 0   | 30     | 4      | 4     | 4   | 9      | 2      | 44    | 10    |
| 4   | Vieira    | Frankrig        | MC       | 1     | 0   | 29     | 3      | 7     | 0   | 7      | 0      | 44    | 3     |
| 15  | Parlour   | England         | MC       | 1     | 0   | 26     | 0      | 6     | 0   | 5      | 0      | 38    | 0     |
| 10  | Bergkamp  | Holland         | An       | 1     | 0   | 28     | 4      | 3     | 1   | 6      | 0      | 38    | 5     |
| 18  | Cygan     | Frankrig        | CB       | 0     | 0   | 28     | 0      | 3     | 0   | 3      | 0      | 34    | 0     |
| 25  | Kanu      | Nigeria         | CB       | 0     | 0   | 10     | 1      | 7     | 2   | 7      | 0      | 24    | 3     |
| 22  | Clichy    | Frankrig        | CB       | 0     | 0   | 12     | 0      | 9     | 0   | 1      | 0      | 22    | 0     |
| 9   | Reyes     | Spanien         | CB       | 0     | 0   | 13     | 2      | 4     | 4   | 4      | 1      | 21    | 5     |
| 11  | Wiltord   | Frankrig        | An       | 1     | 0   | 12     | 3      | 3     | 1   | 4      | 0      | 20    | 4     |

### Start XI
Denne sektion viser de mest brugte spiller på positionerne i en 4–4–2 formation.
| - Lehmann - Lauren - Campbell - Touré - Cole - Ljungberg - Vieira - Gilberto - Pirès - Bergkamp - Henry |

| Lehmann Lauren Campbell Touré Cole Ljungberg Vieira Gilberto Pirès Bergkamp Henry |
| .                                                                                 |

### Målscorer

#### Alle turneringer
| Målscorer          | Mål |
| ------------------ | --- |
| Thierry Henry      | 39  |
| Robert Pirès       | 19  |
| Freddie Ljungberg  | 10  |
| Edu                | 7   |
| Dennis Bergkamp    | 5   |
| José Antonio Reyes | 5   |
| Sylvain Wiltord    | 4   |
| Jérémie Aliadière  | 4   |
| Patrick Vieira     | 3   |
| Nwankwo Kanu       | 3   |
| Kolo Touré         | 3   |
| Sol Campbell       | 1   |
| Ashley Cole        | 1   |
| David Bentley      | 1   |
| Cesc Fàbregas      | 1   |

#### Ligaen
| Scorer             | Mål |
| ------------------ | --- |
| Thierry Henry      | 30  |
| Robert Pirès       | 14  |
| Freddie Ljungberg  | 4   |
| Dennis Bergkamp    | 4   |
| Gilberto           | 4   |
| Sylvain Wiltord    | 3   |
| Patrick Vieira     | 3   |
| Edu                | 2   |
| José Antonio Reyes | 2   |
| Nwankwo Kanu       | 1   |
| Kolo Touré         | 1   |
| Sol Campbell       | 1   |

#### Champions League
| Scorer             | Mål |
| ------------------ | --- |
| Thierry Henry      | 5   |
| Robert Pirès       | 4   |
| Edu                | 3   |
| Freddie Ljungberg  | 2   |
| Ashley Cole        | 1   |
| José Antonio Reyes | 1   |

#### FA Cup
| Målscorer          | Mål |
| ------------------ | --- |
| Freddie Ljungberg  | 4   |
| Thierry Henry      | 3   |
| José Antonio Reyes | 2   |
| Kolo Touré         | 2   |
| Robert Pirès       | 1   |
| Dennis Bergkamp    | 1   |
| Edu                | 1   |
| David Bentley      | 1   |

#### Carling Cup
| Scorer            | Mål |
| ----------------- | --- |
| Jérémie Aliadière | 4   |
| Nwankwo Kanu      | 2   |
| Sylvain Wiltord   | 1   |
| Cesc Fàbregas     | 1   |

## Competitions

### Overall
| Konkurrence           | Indtrådt      | Position       | Første Kamp       | Sidste Kamp     |
| --------------------- | ------------- | -------------- | ----------------- | --------------- |
| Premier League        | -             | 1              | 15. august 2003   | 15. maj 2004    |
| UEFA Champions League | Gruppespillet | Kvartfinalerne | 16 September 2003 | 6 April 2004    |
| Liga Cup              | 3. runde      | Semifinalerne  | 28 October 2003   | 3 February 2004 |
| FA Cup                | 3. runde      | Semifinalerne  | 4 January 2004    | 3 April 2004    |

### Premier League

#### Resultater efter runder
| Runde    | 1 | 2 | 3 | 4 | 5 | 6 | 7 | 8 | 9 | 10 | 11 | 12 | 13 | 14 | 15 | 16 | 17 | 18 | 19 | 20 | 21 | 22 | 23 | 24 | 25 | 26 | 27 | 28 | 29 | 30 | 31 | 32 | 33 | 34 | 35 | 36 | 37 | 38 |
| -------- | - | - | - | - | - | - | - | - | - | -- | -- | -- | -- | -- | -- | -- | -- | -- | -- | -- | -- | -- | -- | -- | -- | -- | -- | -- | -- | -- | -- | -- | -- | -- | -- | -- | -- | -- |
| Sted     | H | U | H | U | H | U | H | A | H | U  | U  | H  | U  | H  | U  | H  | U  | H  | A  | A  | H  | U  | H  | U  | H  | U  | H  | U  | H  | H  | H  | U  | H  | U  | H  | U  | A  | H  |
| Resultat | V | V | V | V | D | D | V | V | V | D  | V  | V  | V  | D  | D  | V  | D  | V  | V  | D  | V  | V  | V  | V  | V  | V  | V  | V  | V  | D  | V  | D  | V  | D  | D  | D  | V  | V  |
| Position | 4 | 1 | 1 | 1 | 1 | 1 | 1 | 1 | 1 | 1  | 2  | 1  | 1  | 2  | 2  | 1  | 1  | 2  | 2  | 2  | 1  | 1  | 1  | 1  | 1  | 1  | 1  | 1  | 1  | 1  | 1  | 1  | 1  | 1  | 1  | 1  | 1  | 1  |

### Matches
| 15. august 2003 15:00 1. runde |

| Arsenal                      | 2 - 1  | Everton         |
| ---------------------------- | ------ | --------------- |
| Henry 35' (str.) · Pires 58' | Report | Radzinski 84' · |

| Highbury, London Tilskuere: 38,014 Dommer: Mark Halsey |

| 24. august 2003 16:05 2. runde |

| Middlesbrough | 0 - 4  | Arsenal                                            |
| ------------- | ------ | -------------------------------------------------- |
|               | Report | 5' Henry · 13' Gilberto Silva · 22' (60) Wiltord · |

| Riverside Stadium, Middlesbrough Tilskuere: 29,450 Dommer: Dermot Gallagher |

| 27. august 2003 19:05 BST 3. runde |

| Arsenal                  | 2 - 0  | Aston Villa |
| ------------------------ | ------ | ----------- |
| Campbell 57' · Henry 90' | Report |             |

| Highbury, London Tilskuere: 38,010 Dommer: Mike Dean |

| 31. august 2003 16:05 BST 4. runde |

| Manchester City | 1 - 2  | Arsenal                    |
| --------------- | ------ | -------------------------- |
|                 | Report | Campbell 57' · Henry 90' · |

| City of Manchester Stadium, Manchester Tilskuere: 46,436 Dommer: Graham Poll |

| 13. september 2003 15:00 5. runde |

| Arsenal          | 1 - 1  | Portsmouth       |
| ---------------- | ------ | ---------------- |
| Henry 40' (str.) | Report | 26' Sheringham · |

| Highbury, London Tilskuere: 38,052 Dommer: Alan Wiley |

| 21. september 2003 16:05 BST 6. runde |

| Manchester United | 0 - 0  | Arsenal |
| ----------------- | ------ | ------- |
|                   | Report |         |

| Old Trafford, Manchester Tilskuere: 67,639 Dommer: Steve Bennett |

| 26. september 2003 20:00 BST 7. runde |

| Arsenal                                    | 3 - 2  | Newcastle United           |
| ------------------------------------------ | ------ | -------------------------- |
| Henry 18' (80), pen.' · Gilberto Silva 67' | Report | 26' Robert · 71' Bernard · |

| Highbury, London Tilskuere: 38,112 Dommer: Mike Riley |

| 4. oktober 2003 20:00 BST 8. runde |

| Liverpool  | 1 - 2  | Arsenal                        |
| ---------- | ------ | ------------------------------ |
| Kewell 14' | Report | 30' (sm.) Hyypiä · 68' Pires · |

| Anfield, Liverpool Tilskuere: 44,374 Dommer: Graham Barber |

| 18. oktober 2003 15:00 9. runde |

| Arsenal            | 2 - 1  | Chelsea     |
| ------------------ | ------ | ----------- |
| Edu 5' · Henry 75' | Report | 8' Crespo · |

| Highbury, London Tilskuere: 38,172 Dommer: Paul Durkin |

| 26. oktober 2003 13:00 GMT 10. runde |

| Charlton Athletic                | 1 - 1  | Arsenal                  |
| -------------------------------- | ------ | ------------------------ |
| Di Canio 28' (str.) · Parker 35' | Report | 27' Lauren · 39' Henry · |

| The Valley, London Tilskuere: 26,660 Dommer: Steve Dunn |

| 1. november 2003 15:00 GMT11. runde |

| Leeds United | 1 - 4  | Arsenal                                          |
| ------------ | ------ | ------------------------------------------------ |
| Smith 64'    | Report | 8', 33' Henry · 17' Pires · 50' Gilberto Silva · |

| Elland Road, Leeds Tilskuere: 36,491 Dommer: Mike Dean |

| 8. november 2003 15:00 GMT 12. runde |

| Arsenal                   | 2 - 1  | Tottenham Hotspur |
| ------------------------- | ------ | ----------------- |
| Pires 69' · Ljungberg 79' | Report | 5' Anderton ·     |

| Highbury, London Tilskuere: 38,101 Dommer: Mark Halsey |

| 22. november 2003 15:00 GMT 13. runde |

| Birmingham City | 0 - 3  | Arsenal                                   |
| --------------- | ------ | ----------------------------------------- |
|                 | Report | 4' Ljungberg · 80' Bergkamp · 88' Pires · |

| St Andrew's, Birmingham Tilskuere: 29,588 Dommer: Paul Durkin |

| 30. november 2003 14:00 GMT 14. runde |

| Arsenal | 0 - 0  | Fulham |
| ------- | ------ | ------ |
|         | Report |        |

| Highbury, London Tilskuere: 38,063 Dommer: Graham Barber |

Skabelon:Fooboldkamp
| 14. december 2003 14:00 16 |

| Arsenal      | 1 - 0  | Blackburn Rovers |
| ------------ | ------ | ---------------- |
| Bergkamp 11' | Report |                  |

| Highbury, London Tilskuere: 37,677 Dommer: Andy D'Urso |

| 20. december 2003 15:00 GMT17. runde |

| Bolton Wanderers | 1 - 1  | Arsenal     |
| ---------------- | ------ | ----------- |
| Pedersen 83'     | Report | 57' Pires · |

| Reebok Stadium Tilskuere: 28,003 Dommer: Graham Poll |

| 26. december 2003 12:00 GMT 18 |

| Arsenal                                         | 3 - 0  | Wolves |
| ----------------------------------------------- | ------ | ------ |
| Craddock 13' (sm.) · Henry 20', 89' · Aliadière | Report |        |

| Highbury, London Tilskuere: 38,003 Dommer: Phil Dowd |

| 29. december 2003 20:00 19 |

| Southampton | 0 - 1  | Arsenal     |
| ----------- | ------ | ----------- |
|             | Report | 35' Pires · |

| St. Mary's Stadium, Southampton Tilskuere: 32,151 Dommer: Steve Dunn |

| 7. januar 2004 20:00 20 |

| Everton       | 1 - 1  | Arsenal    |
| ------------- | ------ | ---------- |
| Radzinski 75' | Report | 29' Kanu · |

| Goodison Park, Liverpool Tilskuere: 38,726 Dommer: Alan Wiley |

| 10. januar 2004 15:0021 |

| Arsenal                                                           | 4 - 1  | Middlesbrough          |
| ----------------------------------------------------------------- | ------ | ---------------------- |
| Henry 38' (str.) · Queudrue 45' (sm.) · Pires 57' · Ljungberg 68' | Report | 86' (str.) Maccarone · |

| Highbury, London Tilskuere: 38,117 Dommer: Andy D'Urso |

| 18. januar 2004 14:00 22 |

| Aston Villa | 0 - 2  | Arsenal                 |
| ----------- | ------ | ----------------------- |
|             | Report | 29', 53' (str.) Henry · |

| Villa Park, Birmingham Tilskuere: 39,380 Dommer: Mark Halsey |

| 1. februar 2004 16:05 23 |

| Arsenal                     | 2 - 1  | Manchester City |
| --------------------------- | ------ | --------------- |
| Tarnat 7' (sm.) · Henry 83' | Report |                 |

| Highbury, London Tilskuere: 38,103 Dommer: Alan Wiley |

| 7. februar 2004 15:00 24 |

| Wolves    | 1 - 3  | Arsenal                               |
| --------- | ------ | ------------------------------------- |
| Ganea 26' | Report | 9' Bergkamp · 58' Henry · 63' Touré · |

| Molineux Stadium Tilskuere: 29,392 Dommer: Phil Dowd |

| 10. februar 2004 19:45 25 |

| Arsenal        | 2 - 0  | Southampton |
| -------------- | ------ | ----------- |
| Henry 31', 90' | Report |             |

| Highbury, London Tilskuere: 38,007 Dommer: Neale Barry |

| 21. februar 2004 12:30 26 |

| Chelsea       | 1 - 2  | Arsenal                |
| ------------- | ------ | ---------------------- |
| Guðjohnsen 1' | Report | 15' Vieira · 21' Edu · |

| Stamford Bridge, London Tilskuere: 41,847 Dommer: Mike Riley |

| 28. februar 2004 15:0027 |

| Arsenal              | 2 - 1  | Charlton Athletic |
| -------------------- | ------ | ----------------- |
| Pires 59' · Henry 4' | Report | 59' Jensen ·      |

| Highbury, London Tilskuere: 38,137 Dommer: Graham Barber |

| 13. marts 2004 15:00 GMT 28 |

| Blackburn Rovers | 0 - 2  | Arsenal                 |
| ---------------- | ------ | ----------------------- |
|                  | Report | 57' Henry · 87' Pires · |

| Ewood Park, Blackburn Tilskuere: 28,627 Dommer: Alan Wiley |

| 20. marts 2004 15:15 29 |

| Arsenal                  | 2 - 1  | Bolton Wanderers |
| ------------------------ | ------ | ---------------- |
| Pires 16' · Bergkamp 24' | Report | 41' Pedersen ·   |

| Highbury, London Tilskuere: 38,053 Dommer: Graham Barber |

| 28. marts 2004 17:15 BST 30 |

| Arsenal   | 1 - 1  | Manchester United |
| --------- | ------ | ----------------- |
| Henry 50' | Report | 86' Saha ·        |

| Highbury, London Tilskuere: 38,184 Dommer: Graham Poll |

| 9. april 2004 12:30 BST 31 |

| Arsenal                         | 4 - 2  | Liverpool              |
| ------------------------------- | ------ | ---------------------- |
| Henry 31', 50', 78' · Pires 49' | Report | 5' Hyypiä · 42' Owen · |

| Highbury, London Tilskuere: 38,119 Dommer: Alan Wiley |

| 11. april 2004 16:05 BST 32 |

| Newcastle United | 0 – 0  | Arsenal |
| ---------------- | ------ | ------- |
|                  | Report |         |

| St James' Park, Newcastle upon Tyne Tilskuere: 52,141 Dommer: Paul Durkin |

| 16. april 2004 20:00 33. runde |

| Arsenal                                    | 5 - 0  | Leeds United |
| ------------------------------------------ | ------ | ------------ |
| Pires 6' · Henry 27', 33' (str.), 50', 67' | Report |              |

| Highbury, London Tilskuere: 38,094 Dommer: Dermot Gallagher |

| 25. april 2004 16:05 34. runde |

| Tottenham Hotspur               | 2 - 2  | Arsenal                 |
| ------------------------------- | ------ | ----------------------- |
| Redknapp 62' · Keane 90' (str.) | Report | 3' Vieira · 35' Pires · |

| White Hart Lane, London Tilskuere: 36,097 Dommer: Mark Halsey |

| 1. maj 2004 12:30 BST 35 |

| Arsenal | 0 - 0  | Birmingham |
| ------- | ------ | ---------- |
|         | Report |            |

| Highbury, London Tilskuere: 38,061 Dommer: Graham Poll |

| 4. maj 2004 20:00 BST 36 |

| Portsmouth | 1 - 1  | Arsenal     |
| ---------- | ------ | ----------- |
| Yakubu 30' | Report | 50' Reyes · |

| Fratton Park, Portsmouth Tilskuere: 20,140 Dommer: Mike Riley |

| 9. maj 2004 16:05 37 |

| Fulham | 0 - 1  | Arsenal    |
| ------ | ------ | ---------- |
|        | Report | 9' Reyes · |

| Loftus Road, London Tilskuere: 18,102 Dommer: Mike Dean |

| 15. maj 2004 15:00 BST 38 |

| Arsenal                       | 2 - 1  | Leicester City |
| ----------------------------- | ------ | -------------- |
| Henry 47' (str.) · Vieira 66' | Report | 26' Dickov ·   |

| Highbury, London Tilskuere: 38,419 Dommer: Paul Durkin |

### UEFA Champions League

#### Gruppespil
Gruppe B
| LHold            | K | V | U | T | + | –  | M  | Point |
| ---------------- | - | - | - | - | - | -- | -- | ----- |
| Arsenal          | 6 | 3 | 1 | 2 | 9 | 6  | +3 | 10    |
| Lokomotiv Moskva | 6 | 2 | 2 | 2 | 7 | 7  | +0 | 8     |
| Inter            | 6 | 2 | 2 | 2 | 8 | 11 | -3 | 8     |
| Dynamo Kijev     | 6 | 2 | 1 | 3 | 8 | 8  | +0 | 7     |

|                  | ARS | INT | DK  | LOK |
| ---------------- | --- | --- | --- | --- |
| Arsenal          | –   | 0–3 | 1–0 | 2–0 |
| Internazionale   | 1–5 | –   | 2–1 | 1–1 |
| Dynamo Kyev      | 2–1 | 1–1 | –   | 2–0 |
| Lokomotiv Moskva | 0–0 | 3–0 | 3–2 | –   |

| LHold            | K | V | U | T | + | –  | M  | Point |
| ---------------- | - | - | - | - | - | -- | -- | ----- |
| Arsenal          | 6 | 3 | 1 | 2 | 9 | 6  | +3 | 10    |
| Lokomotiv Moskva | 6 | 2 | 2 | 2 | 7 | 7  | +0 | 8     |
| Inter            | 6 | 2 | 2 | 2 | 8 | 11 | -3 | 8     |
| Dynamo Kijev     | 6 | 2 | 1 | 3 | 8 | 8  | +0 | 7     |

|                  | ARS | INT | DK  | LOK |
| ---------------- | --- | --- | --- | --- |
| Arsenal          | –   | 0–3 | 1–0 | 2–0 |
| Internazionale   | 1–5 | –   | 2–1 | 1–1 |
| Dynamo Kyev      | 2–1 | 1–1 | –   | 2–0 |
| Lokomotiv Moskva | 0–0 | 3–0 | 3–2 | –   |

| 24. februar 2004 20:45 CET First leg |

| Celta de Vigo              | 2 – 3  | Arsenal                    |
| -------------------------- | ------ | -------------------------- |
| Edu 23' · José Ignacio 64' | Report | 18', 58' Edu · 80' Pires · |

| Balaídos, Vigo Dommer: Anders Frisk Tilskuere: 21,000 |

| 10. marts 2004 19:45 BST Second leg |

| Arsenal        | 2 – 0  | Celta de Vigo |
| -------------- | ------ | ------------- |
| Henry 14', 34' | Report |               |

| Highbury, London Dommer: Pierluigi Collina Tilskuere: 35,402 |

| 24. marts 2004 19:45 First leg |

| Chelsea        | 1 – 1  | Arsenal     |
| -------------- | ------ | ----------- |
| Guðjohnsen 53' | Report | 59' Pires · |

| Stamford Bridge, London Dommer: Manuel Mejuto González Tilskuere: 40,778 |

| 6. april 2004 19:45 Second leg |

| Arsenal   | 1 – 2  | Chelsea                    |
| --------- | ------ | -------------------------- |
| Reyes 45' | Report | 51' Lampard · 87' Bridge · |

| Highbury, London Dommer: Markus Merk Tilskuere: 35,486 |

| 4. januar 2004 16:05 R3 |

| Leeds United | 1 - 4  | Arsenal                                                 |
| ------------ | ------ | ------------------------------------------------------- |
| Viduka 8'    | Report | 26' Henry · 33' Edu · 87' Pires · Skabelon:Måll Touré · |

| Elland Road, Leeds Tilskuere: 31,207 Dommer: Rob Styles |

| 24. januar 2004 15:00R4 |

| Arsenal                                         | 4 - 1  | Middlesbrough |
| ----------------------------------------------- | ------ | ------------- |
| Bergkamp 19' · Ljungberg 28', 68' · Bentley 90' | Report | 23' Job ·     |

| Highbury, London Tilskuere: 37,256 Dommer: Mike Dean |

| 15. februar 2004 12:30 R5 |

| Arsenal        | 2 - 1  | Chelsea    |
| -------------- | ------ | ---------- |
| Reyes 56', 61' | Report | 40' Mutu · |

| Highbury Tilskuere: 37,256 Dommer: Paul Durkin |

| 7. marts 2004 18:00 GMT Kvartfinalerne |

| Portsmouth     | 1 – 5  | Arsenal                                           |
| -------------- | ------ | ------------------------------------------------- |
| Sheringham 90' | Report | 25', 50' Henry · 43', 57' Ljungberg · 43' Touré · |

| Fratton Park Tilskuere: 20,137 Dommer: Jeff Winter |

| 3. april 2004 12:00 Semifinalerne |

| Arsenal | 0 - 1  | Manchester United |
| ------- | ------ | ----------------- |
|         | Report | 32' Scholes ·     |

| Villa Park Tilskuere: 39,939 Dommer: Graham Barber |